# 丹霞地形

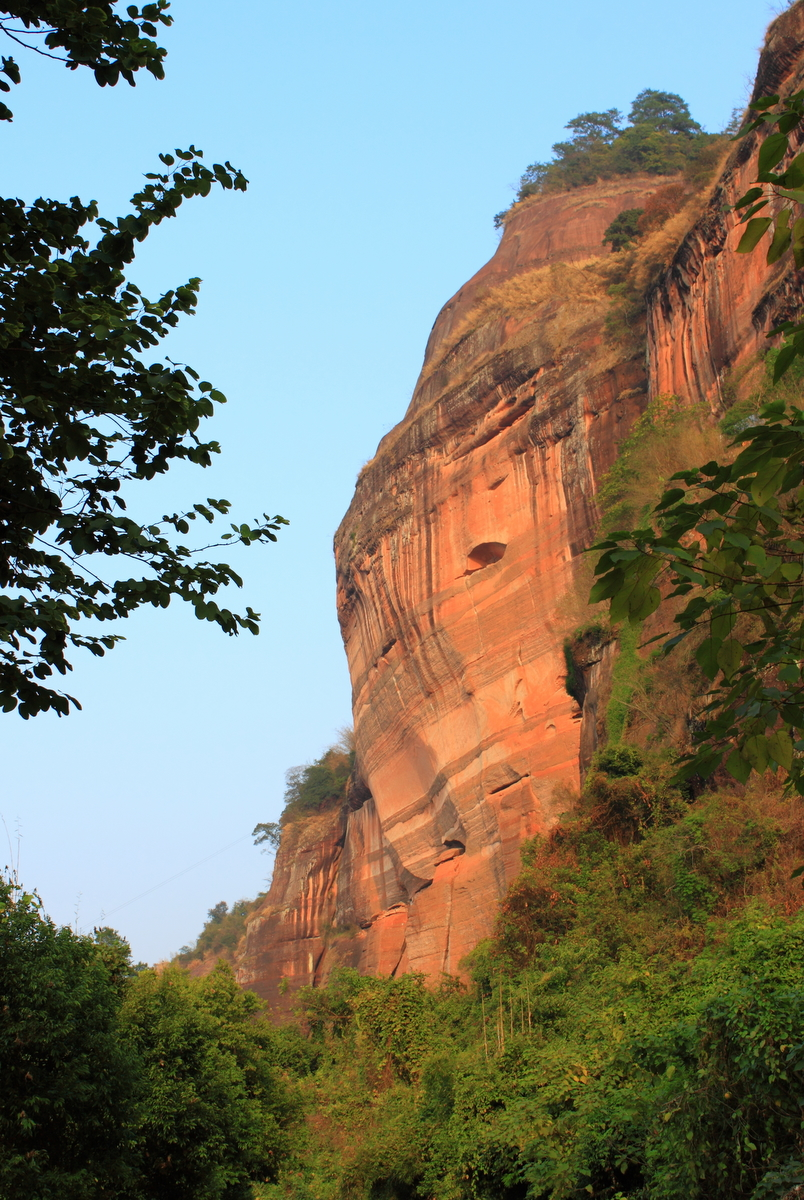
丹霞山に見られる丹霞地形

丹霞地形（たんかちけい、中国語:丹霞地貌）は、中国南部に見られる切り立った断崖などを特徴とする、赤い堆積岩が隆起した地形である。中国で見られる地形の中でも特異で、主として白亜紀の赤みがかった砂岩や礫岩によって形成されている。名前の由来は丹霞山である。丹霞山にちなんで「丹霞層」という呼び名が1928年に使われ、1939年に地質学者の陳国達が「丹霞地形」という名称を初めて使ったという。
丹霞地形は中国南部に多く見られる。福建省の泰寧県にある丹霞地形は「幼年期」の好例で、深く狭い渓谷が見られる。より年月を経ている丹霞地形だと、さらに侵食が進んで渓谷は広がり、孤立した塔のような地形なども見られるようになる。
形成される景観はカルスト地形とよく似ているものもあるが、カルスト地形が石灰岩で成り立っているのに対し、丹霞地形は砂岩や礫岩で成り立っている。このため、「カルスト地形もどき」 ("pseudo-karst" landforms) とも呼ばれる。
丹霞地形では侵食作用によって、規模も形も様々な洞窟が数多く形成されている。それらはどちらかというと浅く、孤立しており、カルスト地形の鍾乳洞がしばしば深く入り組み、互いにつながっているのとは対照的である。なお、こうした洞穴には古くから人々に利用されてきたものもあり、江西省竜虎山には、洞穴を利用した約2600年前の懸墓遺跡群も残っている。
2010年には、貴州省の赤水、福建省の泰寧、湖南省の崀山、広東省の丹霞山、江西省の竜虎山、浙江省の江郎山にそれぞれ残る丹霞地形が、ユネスコの世界遺産リストに登録された。うち3箇所（泰寧、丹霞山、竜虎山）は、世界ジオパークとして認定されている。